# Ascanio Arosemena
Ascanio M. Arosemena Chávez (Panamá, 22 de diciembre de 1943 - 9 de enero de 1964) fue un dirigente estudiantil y uno de los panameños que falleció durante los incidentes del Día de los Mártires, cuando un grupo de estudiantes panameños ingresó a Zona del Canal de Panamá, bajo administración estadounidense, a enarbolar la bandera de Panamá en la Balboa High School y fue duramente reprimida por las fuerzas policiales y militares de Estados Unidos.
Ascanio Arosemena fue estudiante del Instituto Nacional, aunque posteriormente estudió en la Escuela Profesional Isabel Herrera Obaldía. Fue un dirigente estudiantil que participó en actividades culturales, humanitarias y deportivas.
Cuando ocurrió el incidente de la bandera, él no estaba en la protesta, pero se sumó posteriormente a las mismas al ser llamado por compañeros y al enterarse de los cientos de panameños que protestaban para entrar a la Zona del Canal a colocar banderas y que terminaron siendo reprimidos por los estadounidenses. Arosemena, quien fue un destacado miembro del Organismo de Juventud de la Cruz Roja Panameña, socorrió a un panameño herido de bala llevándolo al Hospital Santo Tomás y al regresar a la protesta fue herido mortalmente por un disparo, siendo el primer fallecido en el suceso. En total, fallecieron 21 panameños y cuatro estadounidenses. Este suceso dejó más de 300 panameños heridos.
Póstumamente, la antigua Balboa High School, ahora en manos panameñas, cambió su nombre a Centro de Capacitación  y Biblioteca Pública Ascanio Arosemena, y sirve para la consulta pública de toda la historia de la extinta Zona del Canal, además de ser un espacio para entrenamiento de los empleados de la Autoridad del Canal de Panamá.